# 立命館大学国際平和ミュージアム
立命館大学国際平和ミュージアム（りつめいかんだいがくこくさいへいわミュージアム）は、立命館大学が設立した『平和』をテーマとした博物館。同大学衣笠キャンパス（京都市北区）にある。

## 設立までの経緯
- 1992年（平成4年）5月19日、立命館大学の教学理念『平和と民主主義』を具体化するとともに、同大学が蓄積してきた平和教育・平和研究を発展させるために設立・開設された[1]。2005年（平成17年）2月1日には、博物館相当施設に指定され、同年4月9日にリニューアルオープンしている[1]。

## 歴代館長
- 初代 - 加藤周一（評論家・作家）。
- 2代 - 安斎育郎（名誉館長・立命館大学国際関係学部元教授）[2]。
- 3代 - 高杉巴彦（立命館アジア太平洋大学前副学長）。
- 4代 - モンテ・カセム（立命館アジア太平洋大学第2代学長）[3]。
- 5代 ‐ 吾郷眞一（立命館大学特別招聘教授）。

## 施設
- 入場口に手塚治虫の漫画作品から『火の鳥』のレリーフと『わだつみ像』が設置されている。立命館大学では太平洋戦争の開戦日になる12月8日に、わだつみ像の前に集って『不戦のつどい』と呼ばれる集会を行う。
- 「十五年戦争」と「現代の戦争」をテーマとして、戦時下の日本の生活の様子の復元、米軍が計画していたとされる京都市への原爆投下シミュレーションや冷戦を含む現代の戦争と平和への努力の資料などが常設展示されている。
- 2007年、「国際平和メディア資料室」と「平和をもとめて」をテーマとする展示室が増設された。
- 立命館系列生は、入館料が、不要である。
- 一般見学も可能であり、修学旅行生なども訪れている。